# Mörkbrun elefantnäbbmus
Mörkbrun elefantnäbbmus (Elephantulus fuscipes) är en däggdjursart som först beskrevs av Thomas 1894.  Elephantulus fuscipes ingår i släktet Elephantulus och familjen springnäbbmöss. IUCN kategoriserar arten globalt som otillräckligt studerad. Inga underarter finns listade i Catalogue of Life.
Denna elefantnäbbmus förekommer i centrala Afrika i Sydsudan, Uganda och nordöstra Kongo-Kinshasa. Habitatet utgörs av savanner.